# Đuro Pilar
Đuro Pilar (Bród, 1846. április 22. – Zágráb, 1893. május 19.), horvát mineralógus, geológus, paleontológus, csillagász, politikus, akadémikus, egyetemi tanár, a Zágrábi Egyetem rektora. Tudós volt, aki geológiai kutatásaival jelentősen hozzájárult a földkéreg változásainak megismeréséhez, és egy teljesen új elméletet hozott a Föld belső erőinek hatásáról. Az elsők között szorgalmazta azt az elméletet, hogy a Föld belsejében folyékony magma áll. Mindezek mellett a 19. századi horvát csillagászatnak is úttörője volt.

## Élete és munkássága
1846. április 22-én született a Száva menti Bródban, ahol cseh származású apja kovács volt. Anyja, Tereza Čulić a boszniai Derventából származott. Az elemi iskolát szülővárosában, a gimnáziumot pedig Eszéken és Zágrábban végezte, ahol 1866-ban a Klasszikus Gimnáziumban érettségizett. 1866 őszén már a brüsszeli egyetemen találjuk, ahol filozófiát tanult, majd két évvel később, 22 évesen doktorált, azzal a kötelezettséggel, hogy az 1868/69-es tanévben továbbtanuljon, és a fizikai, kémiai laboratóriumban folytassa a munkát. 20 évesen, fiatal tudósként már németül, franciául, angolul, olaszul, oroszul és csehül beszélt. 1869. június 28-án doktorált, és az egyetem munkatársává nyilvánították. Ugyanebben az évben jelent meg Brüsszelben a földkéregről szóló elmélet forradalmáról szóló munkája, melynek értékét és hírnevét az 1877-ben Washingtonban nyomtatott angol nyelvű fordítása bizonyítja. Bár a mű tárgya általános geológia volt, de már felvázolta a leendő híres geológus pályáját.
Nem lebecsülendő az a tény sem, hogy Pilar birtokában már akkor nemcsak irigylésre méltó csillagászati ismereteket találunk, hanem nyilvánvaló csillagászat iránti érdeklődést is. Ahogy Kišpatić professzor később írja a könyvről, Pilar az akkor ismert csillagászati tényeknek megfelelően mutatta be a Föld fejlődésének állomásait. Beszél az égitestek gázhalmazállapotáról és bemutatja ezen égitestek és kísérőik fejlődését, valamint tárgyalja a Naprendszernek és magának a Földnek a fejlődését. Pilar Brüsszelből Párizsba utazott, ahol az 1869/70-es tanév kilenc hónapját töltötte, és ásványtani ismereteket szerzett. Kémiai laboratóriumban dolgozott, őslénytani és geológiai előadásokat látogatott. 1870 húsvétján a Párizsi Geológiai Társaság tagjaival Észak-Franciaországba ment, és részt vett Franciaország északkeleti részének geológiai felmérésében a belgiumi Namurig.
Amíg Pilar külföldön tanult, Zágrábban is sokat fejlődtek a természettudományi ismeretek. 1866-ban a Nemzeti Múzeumból nemzeti intézmény lett, és természettudományi részlegének irányítását 1867-ben Spiridion Brusina vette át. A zágrábi barátok rávették Pilart, a fiatal és tehetséges tudóst, hogy elsősorban a geológiának szentelje magát, hogy segítse a modern horvát geológia fejlesztését. Elfogadta ezt a feladatot, és ezt követően egész életét ennek a célnak szentelte. 24 évesen visszatért Zágrábba, és 1870. július 29-én a zágrábi Nemzeti Múzeum Ásvány- és Földtani Osztályának igazgatójává, 1875-ben pedig a zágrábi egyetem ásványtani- és geológiaprofesszorává nevezték ki és az akadémia rendes tagjává választották. Kétszer (1879–80 és 1890–91 között) volt a Zágrábi Egyetem Bölcsészkarának dékánja, 1884/85-ben pedig az egyetem rektora volt. Az egyetemen ásványtant, kőzettant, geológiát, őslénytant és csillagászatot tanított. Előadásainak kéziratait ma is őrzi a Horvát Tudományos és Művészeti Akadémia Levéltára. 1874-ben társalapítója volt a Horvát Hegymászó Szövetségnek, 1885-ben pedig a Horvát Természettudományi Társaságnak, melynek első alelnöki tisztét is betöltötte.
Kedvenc témája volt a Föld tengelyének excentricitása. A Földnek ezt a sajátosságát természetesen nem csak szűkebb csillagászati értelemben használta, hanem vizsgálta ennek az excentricitásnak a hatását a két féltekén tapasztalható eltérő hőeloszlásra és arra vonatkozóan is, hogy az egyik pólus körül több jég halmozódik fel, mint a másik körül. Számos dolgozatot írt a jegesedés okairól. Sokoldalú geológusként Pilar a vizeket is tanulmányozta, és lefektette a karszthidrológia alapjait. Kutatásai során földrengéseket, barlangtani objektumokat és szénleleteket vizsgált. Ügyes amatőr sakkozóként a zágrábi sakkversenyek egyik szervezője, 1886-ban az első zágrábi sakkverseny győztese volt.

## Családja
Kétszer nősült meg. Első felesége, Klementina Crnadak fiút szült neki, Ivót, aki ügyvédként dolgozott Tuzlában, majd publicista, író, történész és politikai ideológusként a 20. század első fele horvát kultúrájának és politikai életének kiemelkedő alakja volt. Második felesége, Filipina Reiss három lányt szült neki. Pilart 1881-ben és 1884-ben parlamenti képviselővé választották Brodban.

## Emlékezete
Zágrábban utca, Bródban általános iskola viseli a nevét.

## Főbb művei
- Oskudica vode po krasu u Hrvatskoj vojničkoj Krajini (1874.)
- Osnovi abisodinamike (1880.)
- Geološka opažanja u zapadnoj Bosni. Istraživanja god. 1879. (1882.)
- Flora fossilis Susedana (1883.)